# Vagn Therkel Pedersen
Vagn Therkel Pedersen (født 6. juni 1945) er en dansk politiker, der har været borgmester i Tønder Kommune, valgt for Venstre.
Pedersen blev uddannet revisor i 1974 og har bl.a. arbejdet som revisor hos KMPG C. Jespersen. Han har desuden været direktør i Gutenberghus og Hafnia Forsikring, indtil han i [1992] blev administrerende direktør for Ecco A/S. Posten besad han frem til 1996.

Han var fra 2002 til 2007 borgmester i Bredebro Kommune. Da denne blev sammenlagt med Tønder Kommune med virkning fra 2007, blev Vagn Therkel Pedersen storkommunens første borgmester. Han blev ekskluderet af Venstre i foråret 2009 og trak sig fra borgmesterposten 1. juli efter at have været sygemeldt en periode.